# Сергієнко Антон Ігорович
Анто́н І́горович Сергіє́нко — старший солдат Збройних сил України, учасник російсько-української війни.

## Життєпис
Народився 1993 року. Закінчив Браїлівський ліцей. Проживає в місті Жмеринка, після строкової служби в армії вирішив захищати державу в лавах ЗСУ.
20 листопада 2019-го зазнав важких поранень перебуваючи «на нульовому рубежі» захисту. В бою з окупантами на території Донецької області Антон дістав важкі мінно-вибухові поранення черевної порожнини, поранення легень, м'яких тканин тіла — від вибуху снаряду.
У місті Бахмут переніс 7 складних операцій. Надалі лікується в Харкові — Інститут невідкладної хірургії — в стабільно важкому стані. Перебуває в реанімаційному відділенні, штучно вентилюють легені.
За уздоровленням слідкує мама Наталя Сергієнко.

## Нагороди та вшанування
- Указом Президента України № 949/2019 від 24 грудня 2019 року за «особисту мужність і самовіддані дії, виявлені у захисті державного суверенітету та територіальної цілісності України» нагороджений орденом За мужність III ступеня[1].